# Naga National Council
Das Naga National Council war eine 1946 gegründete nationalistische politische Partei im nordöstlichen indischen Staat Assam, die Unabhängigkeit für die diversen Gruppen des Naga-Volkes forderte und deshalb, nach der indischen Unabhängigkeit, 1952 zu den Waffen griff. Unumstrittener Führer war Angami Zapu Phizo (1904–1990).

## Geschichte
Das Council bestand zunächst aus 29 Repräsentanten der einzelnen Stämme, die erst seit dem Ersten Weltkrieg ein „Pan-Naga“-Nationalgefühl entwickelt hatten. Zunächst erreichten Aliba Imtie und Theyieu Sakrhie (ermordet Januar 1956) unmittelbar vor der Unabhängigkeit ein Abkommen mit dem Gouverneur von Assam, Sir Akbar Hydari, das in neun Punkten eine Autonomie der Nagas sicherte. Als dieses gebrochen wurde, erklärte man noch am 14. August 1947 ein unabhängiges Nagaland. Es entstand die erste bewaffnete Organisation, die gegen die von der Zentralregierung beschlossene wirtschaftliche Benachteiligung Assams, besonders in der Region Naga Hills, kämpfte. Seit 1956 nannte sich die Bewegung auch Naga Federal Government (NFG).
Unter der Zuständigkeit von Nari Rustomji, einem Berater des Gouverneurs von Assam, gingen die Regierungstruppen mit Sondervollmachten und in den 1950ern mit extremer Brutalität vor. Die Schaffung eines eigenen Bundesstaates Nagaland zum 1. Dezember 1963 genügte den Guerillas nicht, es sollte ein „Groß-Nagaland“ (Nagalim) errichtet werden. Nach 1964 kam es trotzdem immer wieder zu Waffenstillstandsabkommen. Ihr Vorsitzender Angami Zapu Phizo steuerte sie seit 1958 aus dem Exil im englischen Bromley (Kent), wo er 1990 verstarb. Seine Leiche wurde in sein Heimatdorf Khonoma überführt, wo die Beisetzung unter großer öffentlicher Anteilnahme stattfand.
Finanziert und bewaffnet wurde die Gruppe von Pakistan (1962-66) und ab April 1967 auch von China, nachdem der Chefdiplomat Thuengaling Muviah nach viermonatigem Fußmarsch mit 300 Mann durch den birmanischen Dschungel in Peking von Zhou Enlai empfangen wurde. Commander-in-Chief war 1953-63 Kaito Sukhai, dem nach Differenzen mit Phizo Mowu Angami nachfolgte. Kaito wollte den Schwenk Richtung China nicht mitmachen und putschte im Juli 1967, wobei es ihm gelang die Kriegskasse mit 110.000 Rs., alle 26 Funkgeräte und einen Großteil der Waffenlager unblutig unter seine Kontrolle zu bringen. Für die Phizo-Fraktion wurde der Nachschub und Ausbildung in China umso wichtiger. Kaitos Bruder Kukhato Sukhai, der auf Phizos Seite blieb, verhandelte inzwischen für das NFG mit der Zentralregierung. Im Oktober versuchte das Parlament (Tatar Hoho) zwischen den Fraktionen zu vermitteln, im Endeffekt gelang es jedoch der Phizo-Fraktion die Kontrolle über die Organisation zu gewinnen. Abgelöst wurde auch der Außenminister Isaak Swu. Es folgten heftige Kämpfe zwischen beiden Fraktionen.
Im Juni 1968 gab es bei der Erstürmung des NFG-Lagers bei Jotsoma durch die indische Armee 200 Tote. Nach der Ermordung von Kaito Sema zog sich der Stamm der Semas aus der Organisation zurück. Sie formten mit der Kukhato-Fraktion das Revolutionary Government of Nagaland, das bald den bewaffneten Kampf aufgab.
Die 600 im Juli 1969 aus China zurückkehrenden Phizo-Kämpfer unter General Mwu wurden von der birmanischen Armee angegriffen, etwa 300 erreichten Nagaland. Mwu wurde mit 162 Mann in einem RNG-Lager, wohl nach Verrat, von der indischen Armee gefangen genommen. Ein kleinerer zweiter Trupp unter Isaak Swu wurde in Birma ebenfalls stark dezimiert, es gelang ihm jedoch mit etwa 100 Mann nach Manipur zu entkommen.
Die Baptisten-Kirche versuchte immer wieder vermittelnd einzugreifen, sie stand dabei den Nagas nahe. Indira Gandhi wies während der Notstandszeit in den 1970er Jahren in einem persönlichen Gespräch barsch sämtliche Autonomieforderungen zurück, nachdem sich eine dreiköpfige Kommission, der auch Jayaprakash Narayan angehörte, über Jahre um einen Ausgleich bemüht hatte. In der folgenden Militäroffensive wurde die Organisation in die Enge getrieben und begann in Verhandlungen zu treten, die im Shillong Accords 1975 endeten. Verhandlungsführer auf NNC-Seite war Kevi Yalley, der jüngere Bruder Phizos.
Nach der Unterzeichnung bildete sich das National Socialist Council of Nagaland, davon spaltete sich das radikalere National Socialist Council of Nagaland (Isak/Muviah) (NSCN(I/M)) ab und vertrieb die NNC bald aus ihren wichtigsten Stellungen. Unter der Führung von Vizol Angami entstand 1976 die friedensbereite UDF, die bereits nach den ersten Wahlen an der sie teilnahm an einer kurzlebigen Landesregierung beteiligt war.
Nach dem Tode Phizos übernahm seine Tochter Adinno mit ihrem Bruder Kevilevor (Kivo) Phizo (1939–2013) von London aus die Leitung der Organisation, von der sich nach einigen Jahren das Naga National Council (Khodao) (NNC(K)) abspaltete (S 86-). Die Reste der nach mehreren Absplitterungen stark geschwächten NNC operieren heute noch. Eine weitere Fraktion ist die NNC (Panger).